# Pavol Diňa
Pavol Diňa [dyňa] (* 11. července 1963) je bývalý slovenský fotbalový útočník a později fotbalový trenér. Členem prestižního Klubu ligových kanonýrů Gólu se stal po změně pravidel klubu v listopadu 2016. Mezi jeho přednosti patřila mj. tvrdá střela, kterou často trénoval.

## Klubová kariéra
Hrál za Chemlon Humenné, Duklu Banská Bystrica, DAC 1904 Dunajská Streda, 1. FC Košice, Lokomotivu Košice a MFK Zemplín Michalovce. V evropských pohárech nastoupil v 6 utkáních a dal 1 gól. Byl nejlepším střelcem slovenské ligy v sezóně 1993/94 (19 gólů v dresu DAC Dunajská Streda).

## Reprezentační kariéra
Za slovenský reprezentační A-tým nastoupil v roce 1994 ve 3 utkáních (proti Egyptu a Maroku na přátelském turnaji v SAE v únoru 1994 a v květnu 1994 v přátelském zápase v Moskvě proti Rusku), branku nevstřelil. Debutoval 4. 2. 1994 v utkání přátelského turnaje ve Spojených arabských emirátech v Šardžá proti týmu Egypta (porážka 0:1).

## Trenérská kariéra
Jako trenér vedl např. fotbalový klub MFK Snina.

## Ligová bilance
| Ročník                                   | Zápasy | Góly | Klub                  |
| ---------------------------------------- | ------ | ---- | --------------------- |
| 1. československá fotbalová liga 1983/84 | 14     | 5    | Dukla Banská Bystrica |
| 1. československá fotbalová liga 1984/85 | 27     | 3    | Dukla Banská Bystrica |
| 1. československá fotbalová liga 1985/86 | 27     | 4    | Dukla Banská Bystrica |
| 1. československá fotbalová liga 1986/87 | 28     | 7    | Dukla Banská Bystrica |
| 1. československá fotbalová liga 1987/88 | 30     | 16   | Dukla Banská Bystrica |
| 1. československá fotbalová liga 1988/89 | 30     | 19   | Dukla Banská Bystrica |
| 1. československá fotbalová liga 1989/90 | 28     | 5    | Dukla Banská Bystrica |
| 1. československá fotbalová liga 1990/91 | 30     | 10   | DAC Dunajská Streda   |
| 1. československá fotbalová liga 1991/92 | 30     | 6    | DAC Dunajská Streda   |
| 1. československá fotbalová liga 1992/93 | 30     | 13   | DAC Dunajská Streda   |
| Mars superliga 1993/94                   | 32     | 19   | DAC Dunajská Streda   |
| Mars superliga 1994/95                   | 32     | 13   | 1. FC Košice          |
| Mars superliga 1995/96                   | 15     | 1    | 1. FC Košice          |
| Mars superliga 1996/97                   | 24     | 2    | FC Chemlon Humenné    |
| CELKEM                                   | 377    | 123  |                       |